# Kabinet-Mackay
Het kabinet-Mackay was een christelijk Nederlands kabinet dat regeerde van 21 april 1888 tot en met 21 augustus 1891. Dit is het eerste zogenaamde coalitiekabinet, bestaande uit katholieke en antirevolutionaire ministers. Vorming van dit kabinet was mogelijk geworden door de verkiezingsoverwinning van katholieken en ARP. De voornaamste doelen van het kabinet-Mackay zijn de subsidiëring van het bijzonder onderwijs en het tot stand brengen van een Arbeidswet.
Naast antirevolutionairen en katholieken telt het kabinet twee conservatieve ministers.
Het kabinet zit de gehele periode uit. Omdat er in de Eerste Kamer nog een liberale meerderheid is, halen echter niet alle wetsvoorstellen de eindstreep. Een wetsvoorstel om de plaatsvervanging bij het leger af te schaffen kan niet voor de verkiezingen worden afgehandeld, omdat katholieken en liberalen tijdige behandeling tegenhouden.

## Bijzonderheden
In november 1890 overlijdt koning Willem III op 73-jarige leeftijd. Eerder was hij vanwege zijn gezondheid al twee keer buiten staat verklaard om te regeren. De Raad van State nam in de periode april/mei 1889 de functie van de koning over. De regering stelde met spoed een wet op het regentschap op, en bij een nieuwe inzinking van de vorst nam koningin Emma (van oktober tot november 1890) het koninklijk gezag waar. Na het overlijden van de koning volgt zijn 10-jarige dochter Wilhelmina hem op, opnieuw onder het regentschap van Emma, de 32-jarige tweede echtgenote van Willem III.
Een wetsvoorstel om bij de Tweede Kamerverkiezingen ook Amsterdam, Den Haag en Rotterdam, die negen respectievelijk vijf en drie Tweede Kamerleden afvaardigen, te verdelen in enkelvoudige kiesdistricten, wordt door de Eerste Kamer verworpen. Splitsing van de kiesdistricten is nadelig voor de kansen van de liberalen om in de grote steden alle zetels te halen.

## Mutaties
In februari 1890 treedt minister Keuchenius van Koloniën af, vanwege de verwerping van zijn begroting door de Eerste Kamer. Minister van Binnenlandse Zaken Mackay volgt hem op. Die wordt op zijn beurt opgevolgd door het Tweede Kamerlid De Savornin Lohman.
In maart 1891 brengt de Tweede Kamer minister Dyserinck ten val. Hij had zonder goede motivering geweigerd S.T. Land, liberaal Tweede Kamerlid en tevens luitenant-ter-zee, te bevorderen tot kapitein-luitenant ter zee. De Kamer neemt hierover een motie van afkeuring aan.

## Ambtsbekleders
| Ambtsbekleders                            | Ambtsbekleders               | Ambtsbekleders                                               | Ministers / Ministerie                                                               | Ministers / Ministerie                                  | Termijn                                       | Partij           |
| ----------------------------------------- | ---------------------------- | ------------------------------------------------------------ | ------------------------------------------------------------------------------------ | ------------------------------------------------------- | --------------------------------------------- | ---------------- |
|                                           |                              | mr. Æ. (Æneas) baron Mackay (1838–1909)                      | Voorzitter                                                                           | Voorzitter                                              | 21 april 1888 – 21 augustus 1891              | ARP              |
| Minister                                  | Binnenlandse Zaken           | mr. Æ. (Æneas) baron Mackay (1838–1909)                      | 21 april 1888 – 24 februari 1890 (afgetreden na benoeming tot minister van Koloniën) |                                                         |                                               | ARP              |
| Minister                                  | Binnenlandse Zaken           |                                                              | A.F. (Alexander) de Savornin Lohman                                                  | jhr.mr. A.F. (Alexander) de Savornin Lohman (1837–1924) | 24 februari 1890 – 21 augustus 1891           | ARP              |
|                                           | C. (Cornelis) Hartsen        | jhr. C. (Cornelis) Hartsen (1823–1895)                       | Minister                                                                             | Buitenlandse Zaken                                      | 21 april 1888 – 21 augustus 1891              | O (Conservatief) |
|                                           | K.A. Godin de Beaufort       | jhr.mr. K.A. Godin de Beaufort (1850–1921)                   | Minister                                                                             | Financiën                                               | 21 april 1888 – 21 augustus 1891              | ARP              |
|                                           |                              | jhr.mr. G.L.M.H. (Gustave) Ruijs de Beerenbrouck (1842–1926) | Minister                                                                             | Justitie                                                | 21 april 1888 – 21 augustus 1891              | RK               |
|                                           | J.P. (Jacob Petrus) Havelaar | J.P. (Jacob Petrus) Havelaar (1840–1918)                     | Minister                                                                             | Waterstaat, Handel en Nijverheid                        | 21 april 1888 – 21 augustus 1891              | ARP              |
|                                           | J.W. Bergansius              | luitenant-generaal J.W. Bergansius (1836–1913)               | Minister                                                                             | Oorlog                                                  | 21 april 1888 – 21 augustus 1891              | RK               |
|                                           | H. (Hendrik) Dyserinck       | schout-bij-nacht H. (Hendrik) Dyserinck (1838–1906)          | Minister                                                                             | Marine                                                  | 21 april 1888 – 31 maart 1891 (afgetreden)    | O (Conservatief) |
|                                           | G. (Gerhardus) Kruys         | schout-bij-nacht G. (Gerhardus) Kruys (1838–1902)            | Minister                                                                             | Marine                                                  | 31 maart 1891 – 21 augustus 1891              | O                |
|                                           | L.W.Ch. Keuchenius           | mr. L.W.Ch. Keuchenius (1822–1893)                           | Minister                                                                             | Koloniën                                                | 21 april 1888 – 24 februari 1890 (afgetreden) | ARP              |
|                                           |                              | mr. Æ. (Æneas) baron Mackay (1838–1909)                      | Minister                                                                             | Koloniën                                                | 24 februari 1890 – 21 augustus 1891           | ARP              |
| Bron: Kabinet-Mackay Parlement & Politiek |                              |                                                              |                                                                                      |                                                         |                                               |                  |

Schimmelpenninck ·
De Kempenaer-Donker Curtius ·
Thorbecke I ·
Van Hall-Donker Curtius ·
Van der Brugghen ·
Rochussen ·
Van Hall-Van Heemstra ·
Van Zuylen van Nijevelt-Van Heemstra ·
Thorbecke II ·
Fransen van de Putte ·
Van Zuylen van Nijevelt ·
Van Bosse-Fock ·
Thorbecke III ·
De Vries-Fransen van de Putte ·
Heemskerk-Van Lynden van Sandenburg ·
Kappeyne van de Coppello ·
Van Lynden van Sandenburg ·
Heemskerk Azn. ·
Mackay ·
Van Tienhoven ·
Röell ·
Pierson ·
Kuyper ·
De Meester ·
Heemskerk ·
Cort van der Linden ·
Ruijs de Beerenbrouck I ·
Ruijs de Beerenbrouck II ·
Colijn I ·
De Geer I ·
Ruijs de Beerenbrouck III ·
Colijn II ·
Colijn III ·
Colijn IV ·
Colijn V ·
De Geer II ·
Gerbrandy I ·
Gerbrandy II ·
Gerbrandy III ·
Schermerhorn-Drees ·
Beel I ·
Drees-Van Schaik ·
Drees I ·
Drees II ·
Drees III ·
Beel II* ·
De Quay ·
Marijnen ·
Cals ·
Zijlstra* ·
De Jong ·
Biesheuvel I ·
Biesheuvel II* ·
Den Uyl ·
Van Agt I ·
Van Agt II ·
Van Agt III* ·
Lubbers I ·
Lubbers II ·
Lubbers III ·
Kok I ·
Kok II ·
Balkenende I ·
Balkenende II ·
Balkenende III* · 
Balkenende IV ·
Rutte I ·
Rutte II · 
Rutte III ·
Rutte IV ·  
Schoof

* rompkabinet